# Koestlin
Koestlin — хорватська харчова компанія, яка спеціалізується на виробництві кондитерських виробів. Головний офіс знаходиться у Беловарі.
Koestlin було засновано 1905 року хорватським підприємцем єврейського походження Драгутіном Вульфом. 1921 року компанія почала виробляти печиво та вафлі. 1932 року сини Вульфа Отта та Славко погодились співпрацювати з Koestlin в Угорщині, який був заснований угорським підприємцем Лайосом Коестліном (Lajos Koestlin) вкінці 19 століття. З приходом до влади югославських комуністів після Другої світової війни, Koestlin було націоналізовано.
Сьогодні Koestlin займає друге місце у хорватському виробництві кондитерських виробів, займаючи частку у 25%. Продажі перевищують 50 тон на день. Компанія експортує свою продукцію до Словенії, Боснії та Герцеговини, Македонії, США, Швеції, Канади, Словаччини, Чехії, Румунії, Росії, Сербії, Ізраїлю, Йорданії, Австралії, Об'єднаних Арабських Еміратів, Болгарії, Австрії та Швейцарії. 
Koestlin є частиною холдингу Mepas Group, підприємця з Боснії та Герцеговини Мірка Ґрбешича.